# Jornades de Programari Lliure
Les Jornades de Programari Lliure (JPL) van ser un conjunt de conferències i activitats centrades en el programari lliure organitzades per la Universitat Politècnica de Catalunya (UPC) entre 2002 i 2011.
Les JPL es van celebrar en diferents indrets i universitats coorganitzadores. Les terceres van tenir lloc a Manresa, amb posterioritat a les quals la UPC va distribuir entre el seu estudiantat un CD-ROM amb tot de programaris de lliure distribució. L’associació d’usuaris de GNU/Linux Catux va presentar-hi Catux-USB, una distribució de Linux que es podia executar des d'una memòria USB. Les sisenes van tenir lloc a Girona, i s'hi va presentar la distribució GNU/Linux Linkat pensada per al sistema educatiu, i va acollir una trobada de la comunitat catalana d'usuaris d'Ubuntu. Les vuitenes es van celebrar a Barcelona en col·laboració amb la Universitat de Barcelona, on es va debatre la gestió de portals o el programari lliure a les escoles de Barcelona, i s'hi van fer tallers sobre eines d'edició de gràfics com Inkscape i Sage.
De forma independent, i seguint un model similar descentralitzat, tot i que sovint amb un perfil menys acadèmic, van organitzar-se altres jornades a diferents municipis. Un cas notable és el de les Jornades de Programari Lliure del Berguedà, que van organitzar-se al llarg d'uns quants anys al Telecentre de Berga. En el marc de la primera edició del 2010, es va batejar un carrer de la ciutat davant del Telecentre amb el nom del Carrer del Programari Lliure amb la presència de Richard Stallman.